# Michał Dichter
Michał Dichter (ur. 15 stycznia 1912 w Borysławiu, zm. po 1969) – polski działacz państwowy i inżynier pochodzenia żydowskiego, podporucznik, podsekretarz stanu w Ministerstwie Handlu Zagranicznego (1955–1956).

## Życiorys
Syn Rubina i Miny, pochodził z rodziny robotniczej. Uzyskał stopień podporucznika. Zdobył wykształcenie inżynierskie we Lwowie, specjalizował się w zakresie naftownictwa. Należał do Polskiej Zjednoczonej Partii Robotniczej. Pod koniec lat 40. dyrektor departamentu w Ministerstwie Handlu Zagranicznego, od grudnia 1955 do grudnia 1956 pozostawał podsekretarzem stanu w tym resorcie. W latach 1957–1969 był zastępcą dyrektora ds. naukowych w warszawskim oddziale Instytutu Technologii Nafty w Krakowie. W 1969 wyjechał do Izraela na fali wydarzeń marcowych, w 1971 zdegradowany do stopnia szeregowego.
Ojciec Wilhelma Dichtera.

## Odznaczenia
Odznaczony m.in. Złotym Krzyżem Zasługi (1947), Krzyżem Oficerskim (1950) i Kawalerskim (1954) Orderu Odrodzenia Polski.